# Carmo de Minas
Carmo de Minas é um município brasileiro do estado de Minas Gerais. De acordo com o censo realizado pelo IBGE em 2022, sua população é de 13.797 habitantes.
Destaca-se na agricultura pelo café que é reconhecido como um dos melhores do Brasil, sendo exportado da região para diversos estados e até outros Países. Em sua praça central encontram-se obras do escultor Francisco da Silva Reis, o "Chico Cascateiro". 
Ele moldava a sua obra em argamassa. Entre suas obras está o coreto da cidade.
Por causa de seus numerosos estabelecimentos de ensino, o município já foi até chamado de Atenas Sul-Mineira. O café se destaca na economia, e vem seguido do leite e milho. Dispõe de importante malha rodoviária, que liga a sede municipal a vários centros econômicos importantes, como São Paulo, Rio de Janeiro e Belo Horizonte. É Comarca de primeira instância e está distante 420 quilômetros da Capital.
No início do século XIX, o fazendeiro João Coelho Nunes doou terrenos a Nossa Senhora 
do Carmo, para a fundação do arraial e da freguesia do mesmo nome. As terras, que pertenciam ao município de Pouso Alto, constituem hoje a cidade de Carmo de Minas. A capela de Nossa Senhora do Carmo foi o núcleo inicial do arraial, primeiramente denominado Carmo de Cristina, depois Carmo de Pouso Alto da Cristina. Em 1832, passou a freguesia, sendo então desmembrada de Pouso Alto. Ao ser elevada a distrito, em 1841, teve sua denominação mudada para Carmo do Rio Verde. Emancipada em 1901, passou a chamar-se Silvestre Ferraz e, em 1953, tornou-se Carmo de Minas.
No princípio do século, a cidade já se destacava pelos numerosos e renomados estabelecimentos de ensino: ginásio masculino, escola normal feminina, escolas de Agricultura, Farmácia e Odontologia. Suas escolas mantinham corpos docentes ilustres, que atraíam estudantes de localidades distantes. A cidade foi pioneira na aclimação de espécies exóticas, como oliveiras, tamareiras, pereiras, caquizeiros, ameixeiras, macieiras, espécies raras de parreiras e castanheiras.